# Gärde, Lunne, Hälle en Bodal
Gärde, Lunne, Hälle en Bodal (Zweeds: Gärde, Lunne, Hälle och Bodal) is een småort in de gemeente Östersund in het landschap Jämtland en de provincie Jämtlands län in Zweden. Het småort heeft 147 inwoners (2005) en een oppervlakte van 43 hectare. Eigenlijk bestaat het småort uit vier plaatsen: Gärde, Lunne, Hälle en Bodal. Het småort wordt omringd door een stuk landbouwgrond, dat weer wordt omringd door naaldbos, waar het småort op sommige plaatsen ook direct aan grenst. De stad Östersund ligt ongeveer tien kilometer ten noorden van het småort.